# Dominic Grab
Dominic Grab (21 de marzo de 1995) es un deportista suizo que compite en ciclismo de montaña en la disciplina de campo a través. Ganó una medalla de plata en el Campeonato Europeo de Ciclismo de Montaña de 2013, en la prueba por relevos.

## Palmarés internacional
| Campeonato Europeo | Campeonato Europeo | Campeonato Europeo | Campeonato Europeo         |
| Año                | Lugar              | Medalla            | Competición                |
| ------------------ | ------------------ | ------------------ | -------------------------- |
| 2013               | Berna (Suiza)      | Medalla de plata   | Campo a través por relevos |